# Amsterdamned II
Amsterdamned II is een aankomende Nederlandse thriller- en  horrorfilm geregisseerd, geschreven en mede geproduceerd door Dick Maas. De film zal dienen als een vervolg op de film Amsterdamned uit 1988, die eveneens door Maas gemaakt werd.

## Verhaal
De film volgt de jonge ambitieuze Tara Lee, die als rechercheur werkt voor de Amsterdamse politie. Als na ruim 37 jaar de Amsterdamse grachten opnieuw bloedrood kleuren na een aantal gruwelijke moorden, wordt Tara op de zaak gezet. Tara besluit al snel de hulp in te roepen van de inmiddels gepensioneerde rechercheur Eric Visser, die ooit (in Amsterdamned uit 1988) een Amsterdamse seriemoordenaar rond de grachten oppakte.

## Rolverdeling
| acteur            | personage     |
| ----------------- | ------------- |
| Huub Stapel       | Eric Visser   |
| Holly Mae Brood   | Tara Lee      |
| Tatum Dagelet     | Anneke Visser |
| Bas Keijzer       | Jozef Visbeen |
| Dunya Khayame     | n.n.b.        |
| Ruben Brinkman    | n.n.b.        |
| Tarik Moree       | n.n.b.        |
| Mattijn Hartemink | n.n.b.        |
| Pierre Bokma      | n.n.b.        |

## Achtergrond

### Ontwikkeling
In december 2023 maakte regisseur Dick Maas bekend dat hij aan een vervolgfilm werkt op het door hem zelf eerder gemaakte film, Amsterdamned uit 1988. Hierbij werd meteen de eerste filmposter onthuld en werd tevens bekend dat Huub Stapel zijn rol als rechercheur Eric Visser uit de eerste film zal hernemen. Naast Stapel zijn medewerking als acteur, is hij ook uitvoerend producent. Tevens werkt hij met zijn team achter de schermen aan een documentaire over de film.
In juli 2024 werd bekend dat actrice Holly Mae Brood was aangenomen om de hoofdrol naast Stapel te vertolken. Brood volgde speciaal voor deze rol motorrijlessen, daarnaast deed ze een groot deel van haar stunts in de film zelf. In oktober 2024 werd bekend dat Tatum Dagelet haar rol als dochter Anneke Visser zal hernemen. Verder werd diezelfde maand bekend dat acteurs Bas Keijzer, Dunya Khayame, Tarik Moree en Ruben Brinkman waren aangenomen in belangrijke rollen.

### Productie
De film wordt geregisseerd, geschreven en mede geproduceerd door Dick Maas, voor de productie werd Maas bijgestaan door Diede in 't Veld en Edvard van 't Wout. De opnamen van de film gingen op zondag 8 september 2024 van start in Amsterdam. Het grootste gedeelte van de film wordt opgenomen in Amsterdam, verder werd er uitgeweken naar Alkmaar. Midden december 2024 maakte productiebedrijf 2CFilm bekend dat het grootste deel van de opnamen waren afgerond; de winteropnamen van totaal 46 draaidagen zaten erop en vanaf dat moment stonden alleen nog vier draaidagen in het voorjaar van 2025 gepland.

## Release
Op 18 december 2024 werd de eerste teasertrailer van de film uitgebracht. Amsterdamned II staat gepland om door distributeur Splendid Film op 11 december 2025 in de Nederlandse bioscopen uitgebracht te worden, het jaar waarin Amsterdam 750 jaar bestaat.